# 大津まるごとカレー
大津まるごとカレー（おおつまるごとカレー）は、滋賀県大津市で販売されているご当地カレーライス。

## 概要
びわ湖大津観光協会が大津市の農家と協力し開発されたご当地グルメである。地元の野菜と地鶏「近江しゃも」を使用することに加え、隠し味として大津のブランド野菜「比良すいか」をすったものを加えているのが特徴。
以上が第1弾企画商品内容で、第2弾は大津産の甘柿・大津産れんげはちみつで甘みを出し、近江米粉でとろみを付けた。具材は大津産小松菜・人参など。かわり種としては里芋、大豆も。香辛料として大津産にんにくを使用。以降、季節ごとに味の違う大津まるごとカレーを発売予定。

## 参考
- 「大津まるごとカレー」を試食-完成に向け最終段階 - びわ湖大津経済新聞